# RollerCoaster Tycoon Classic
RollerCoaster Tycoon Classic is een constructie- en simulatiecomputerspel dat werd ontwikkeld en uitgegevens door Atari in 2016. Het spel combineert mogelijkheden uit het eerste en tweede spel, die gericht op simulaties van pretparken zijn. Het spel werd wereldwijd uitgegeven voor iOS en Android. Een versie voor Windows en macOS kwam uit in september 2017.

## Spel
RCT Classic gebruikt dezelfde gameplay als de eerste twee spellen in de serie. Het wordt gespeeld vanuit een isometrisch gezichtspunt, waarin spelers de opdracht krijgen een pretpark te bouwen door het toevoegen van attracties, faciliteiten, paden en het inhuren van personeel om het draaiende te houden. De speler kan ook verschillende achtbanen ontwerpen. Daarnaast moet de speler het park financieel gezond houden, door te zorgen voor voldoende inkomsten uit de attracties.